# Velika Plana
Velika Plana (v srbské cyrilici Велика Плана) je město v centrální části Srbska, 93 km jihovýchodně v Bělehradě. Administrativně spadá pod Podunajský okruh. V roce 2011 mělo 16 088 obyvatel.
Město se nachází v blízkosti soutoku řek Jasenica a Velika Morava, přibližně mezi městy Jagodina a Smederevo.
Velikou Planou prochází Železniční trať Bělehrad-Niš a dálnice A1. Krajina v okolí města je rovinatá. V blízkosti Veliké Plany se nachází Klášter Koporin a Klášter Pokajnica.

## Historie
První historická zmínka o městě pochází z roku 1732. Tehdy se jednalo o vesnici, první záznam je z období krátké rakouské nadvlády nad oblastí centrálního Srbska. První osada se nejspíše rozvíjela na březích řeky Moravy, vzhledem k neustálým záplavám však obyvatelé postupně vystavěli nové domy v oblasti současného města. Dnes původní existenci vsi připomínají jen náhrobky z druhé poloviny 18. století, které se nacházejí na původním hřbitově. V první polovině 19. století měla Velika Plana okolo stovky domů. 
V období mezi dvěma světovými válkami se zde nacházela velká jatka, která byla vybudována za pomoci italského, resp. německého zahraničního kapitálu. Dnes je nejstarším domem v obci rodinný dům z roku 1922. Po druhé světové válce zde byla založena cihelna a továrna na nábytek.

## Obyvatelstvo
V roce 2002 zde žilo 16 210 obyvatel. Drtivá většina z nich se hlásí k srbské národnosti a k pravoslavné církvi.

## Doprava
Městem prochází železniční trať z Bělehradu do Niše, která se zde severním směrem větví na dva úseky, a to na severní (přes obec Mala Krsna) a jižní (přes město Mladenovac). Velika Plana má jediné nádraží. 
Severojižním směrem přes město vede silniční tah z Bělehradu do Niše, který v moderní době nahradila dálnice A1, probíhající východně od Velké Plany. U města stojí z dálnice jediný výjezd, který obsluhuje město. 

## Sport
Město má vlastní fotbalový klub s názvem Morava. V západní části města se nachází sportovní areál, který zahrnuje také krytou halu a plavecký bazén.